# Sáculo
O sáculo é um agrupamento de células sensoriais situadas na orelha interna. O sáculo transduz movimentos da cabeça em impulsos neurais para o cérebro e é capaz de detectar aceleração linear e inclinação da cabeça no plano vertical. Quando a cabeça move-se verticalmente,  as células sensoriais do sáculo são perturbadas e os neurônios conectados transmitem potenciais de ação em frequências diferentes. Esses impulsos viajam pela porção vestibular no nervo craniano VIII até os núcleos vestibulares no tronco encefálico.
O sistema vestibular é essencial na manutenção do equilíbrio e inclui o sáculo, o utrículo, e três  canais semicirculares. O vestíbulo é o ducto membranoso, preenchido por fluido, que contém esses órgãos do equilíbrio. O vestíbulo é envolto pelo osso temporal do crânio, situado na parte petrosa dessa estrutura (parte mais rígida).

## Estrutura
O sáculo é o menor dos dois sacos vestibulares. Ele é de forma globular e se localiza no recesso esférico, perto da escala vestibular da cóclea. Sua cavidade não se comunica diretamente com a do utrículo. A parte anterior do sáculo exibe um espessamento oval chamado de mácula acústica sacular, ou mácula, que recebe os filamentos saculares da parte vestibular do nervo craniano VIII.
Na mácula, há células ciliadas, cada uma possuindo um feixe ciliar apical. O feixe é composto de pelo menos 70 estereocílios. Os estereocílios são conectados a canais iônicos controlados mecanicamente na membrana da célula ciliada através de ligaçações da ponta. Células de suporte promovem interdigitações entre células e secretam a membrana otolítica, camada gelatinosa de glicoproteínas cobertas por otólitos, que são cristais de carbonato de cálcio. Por isso, o sáculo é por vezes chamado um órgão otolítico
Da parede posterior, parte um canal, o duto endolinfático. Esse duto junta-se ao duto utriculossacular e,passa pelo aqueduto vestibular, terminando em um fundo cego(saco endolinfático) na superfície posterior da parte petrosa do osso temporal, onde ele faz contato com a dura-máter.
Da parte inferior do sáculo, um tubo curto, o canalis reuniens de Hensen, viaja par abaixo, abrindo-se tno duto coclear, próximo a extremidade vestibular.
Tanto o utrículo quanto o sáculo fornecem informações sobre aceleração. A diferença entre eles é que o utrículo é mais sensível à aceleração horizontal, enquanto o sáculo é à vertical. 
1. ↑  Casale, Jarett; Browne, Tivon; Murray, Ian V.; Gupta, Gunjan (2025). «Physiology, Vestibular System». Treasure Island (FL): StatPearls Publishing. PMID 30422573. Consultado em 26 de março de 2025
2. ↑  Khan, Sarah; Chang, Richard (2013). «Anatomy of the vestibular system: a review». NeuroRehabilitation (3): 437–443. ISSN 1878-6448. PMID 23648598. doi:10.3233/NRE-130866. Consultado em 26 de março de 2025